# Little Burnt Bay
Little Burnt Bay is een gemeente (town) in de Canadese provincie Newfoundland en Labrador.

## Geografie
De gemeente ligt aan de Bay of Exploits aan de noordkust van het eiland Newfoundland. Little Burnt Bay ligt aan het noordelijke uiteinde van een klein schiereiland, net ten noorden van Embree.

## Demografie
Demografisch gezien is Little Burnt Bay, net zoals de meeste kleine dorpen op Newfoundland, aan het krimpen. Tussen 1991 en 2021 daalde de bevolkingsomvang van 436 naar 238. Dat komt neer op een daling van 198 inwoners (-45,4%) in dertig jaar tijd.
| Jaar | Aantal inwoners | Verschil |
| ---- | --------------- | -------- |
| 1991 | 436             | –        |
| 1996 | 412             | -5,5%    |
| 2001 | 312             | -24,3%   |
| 2006 | 325             | +4,2%    |
| 2011 | 294             | -9,5%    |
| 2016 | 281             | -4,4%    |
| 2021 | 238             | -15,3%   |